# 八栄島村
八栄島村（やえじまむら）は山形県東田川郡にあった村。現在の鶴岡市北東部、羽越本線藤島駅・西袋駅間の沿線にあたる。

## 地理
- 河川：藤島川、京田川

## 歴史
- 1889年（明治22年）4月1日 - 町村制の施行により、八色木村、豊栄村、小中島村の区域をもって発足。
- 1917年（大正6年）8月19日 - 藤島村との境界変更[1]。
- 1954年（昭和29年）12月1日 - 藤島町、長沼村、東栄村と合併して藤島町が発足。同日八栄島村廃止。

## 交通

### 鉄道路線
村域を日本国有鉄道羽越本線が通過したが、駅は所在しなかった。

## 出身著名人
- 日向三右衛門（落野目村、のちの豊栄村出身、貴族院多額納税者議員）